# Energiskog

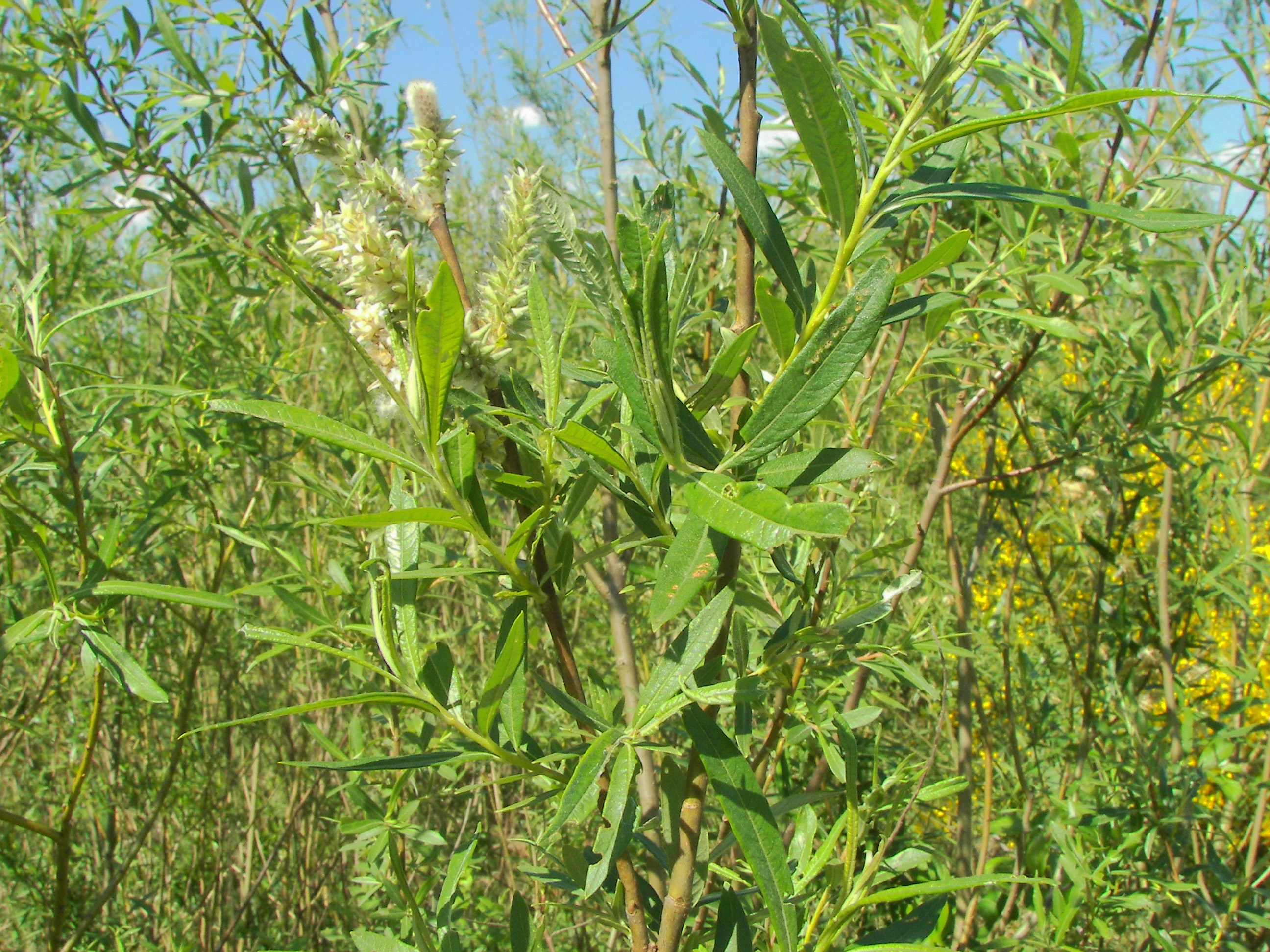
Korgvide, Salix viminalis, är vanlig bland energigrödor

Energiskog, skog som odlas på åkermark för utvinning av energi.
Energiskogsodlingar består i Sverige oftast av buskformiga pilar av släktet Salix (salixodling). Träden skördas normalt 3–5 år efter planteringen, då de har blivit cirka 5–7 meter höga. Därefter mals de till flis för att användas som bränsle i ett värme- eller värmekraftverk. De kan även vidareförädlas, exempelvis till etanol.
Energiskog har också den fördelen att den kan rena jordbruksmarken från tungmetaller, som kadmium. Salix är bra på att ta upp kadmiumet som sedan lagras i biomassan. Efter förbränningen kan det urskiljas ur askan.
Energiskog som odlas vid vattendrag i närheten av åkrar har funktionen att de bland annat tar upp kväve. På så sätt växer energiskogen bättre och kvävet kommer inte ut till havet eller sjön, vilket hade kunnat leda till övergödning.

## Odling
Salix sätts vanligen med
sticklingar, cirka 20 cm långa pinnar. Skotten får sedan växa några år varpå man
skördar dem och sedan låter nya skott skjuta från stubbarna. Det är viktigt att
sticklingarna inte är för korta. En annan sak som kan försämra etableringen är
om jorden är så hård att sticklingarna skadas eller blir liggande ovanpå jorden.
Sticklingar kan också skadas om de lagras utomhus några veckor.
Det är viktigt att se till att ogräsen inte hinner gro och skjuta skott innan
salixen har blivit tillräckligt stor. När salixen väl har vuxit till sig kan
den undertrycka ogräset. Kvävegödsling rekommenderas inte under etableringsåret
eftersom det tycks gynna ogräsen mer än salixen.